# Jenny Shipley
Jennifer Mary Shipley (nascuda el 4 de febrer de 1952 a Gore, Nova Zelanda), va ser primera ministra de Nova Zelanda des de desembre de 1997 fins a desembre de 1999. Va ser la primera dona a exercir aquest càrrec, i la primera a liderar el Partit Nacional.
Jenny Shipley va néixer al poble meridional de Gore, a l'Illa Sud; era una de quatre germanes. El 1971 es va graduar com a professora d'ensenyament bàsic i va treballar en escoles primàries fins a l'any 1976.
Shipley va militar en el Partit Nacional, un partit de centre-dreta, i posteriorment va ser escollida com a membre del Parlament en les eleccions nacionals de 1987. Quan el Partit Nacional va guanyar l'elecció de 1990, Shipley va assumir el càrrec de Ministra de Treball Social.
Entre el 1990 i el 1997 va ocupar diverses carteres, incloses Afers de la dona, però va ser més coneguda per la de Benestar social i salut, on va supervisar reformes radicals i, de vegades controvertides. Va assolir el càrrec de primera ministra des del 8 de desembre de 1997 fins al 5 de desembre de 1999.